# Waterfietsen (Plopsaland Belgium)
De Waterfietsen is een attractie in het Belgische attractiepark Plopsaland Belgium en ligt in het themagebied "Piratenzone".
Bezoekers nemen plaats op een waterfiets. Per fiets zijn er 4 personen toegelaten. Door te trappen gaan de fietsen vooruit in het water, door middel van het roer kun je sturen. Bezoekers kiezen zelf wanneer ze terug willen aanmeren, er is dan ook geen minimum of maximum aantal minuten op het water.
Deze attractie is een waterfiets van de fabrikant Van Dalen Products.
De steiger van de Waterfietsen werd in 2006 mee geïntegreerd in de grote vernieuwing van de Piratenzone, en kreeg er een vaste stek naast Storm op Zee.
De locatie is in de loop der jaren regelmatig veranderd en was in zowat alle hoeken van het meer van Plopsaland te vinden. Tot aan het einde van seizoen 2005 lag de steiger zelfs nog vlak naast de Koffiekopjes.
Vanaf de opening tot 2012 hadden de waterfietsen een rode kleur. Op de "mast" waren er twee piratenvlaggen aanwezig. Vanaf 2012 werden deze vervangen door nieuwe waterfietsen, maar dan in de vorm van een zwaan. Even later kregen de zwanen een kroon op als verwijzing naar de nabijgelegen attractie: de Koffiekopjes.

## Trivia
- Met de komst van The Ride to Happiness is het niet meer mogelijk om te varen tot aan de Mega Mindy Jetski of halt te houden aan de verlengde van de splash uit de SuperSplash. De plek waar je kunt varen is dus ook een heel pak kleiner geworden.
- Voorheen lag er in het midden van de vijver een "scheepswrak" waar men omheen kon varen.
- De videoclip "Piet Piraat is op vakantie" van Piet Piraat is onder andere opgenomen op het vroegere scheepswrak.[2]

Afbeeldingen